# جند (كليبر)
جند هي قرية في مقاطعة كليبر، إيران. عدد سكان هذه القرية هو 73 في سنة 2006.